# Jane Winton

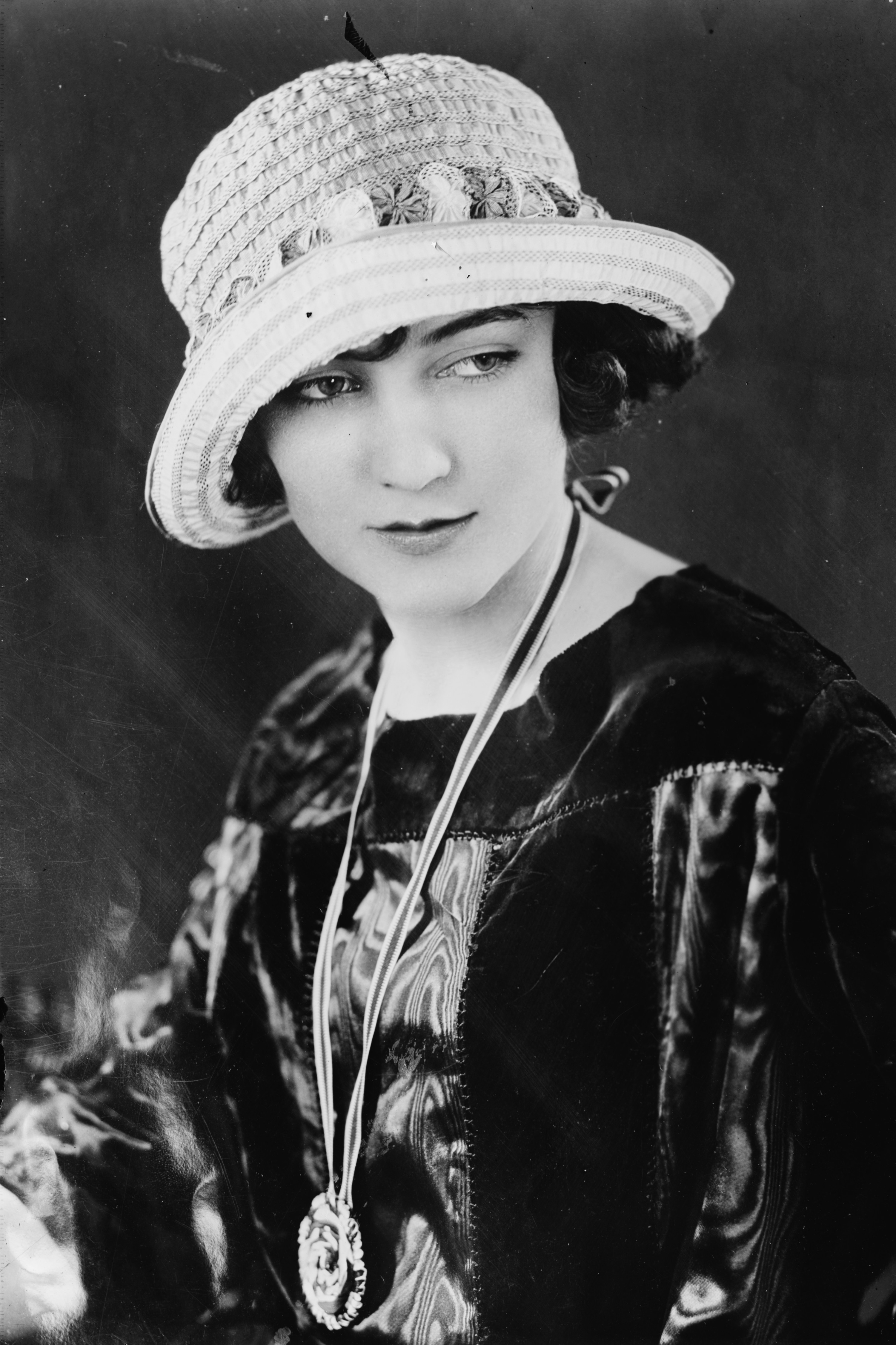
Jane Winton vermutlich in den späten 1920er-Jahren

Jane Winton (* 10. Oktober 1905 in Philadelphia, Pennsylvania; † 22. September 1959 in New York City) war eine US-amerikanische Schauspielerin, Tänzerin, Sängerin und Schriftstellerin.

## Leben
Winton begann ihre Karriere in den 1920er-Jahren als Tänzerin bei den Ziegfeld Follies. Sie zog Mitte der 1920er-Jahre nach Hollywood und trat zum ersten Mal 1925 im Stummfilm Tomorrow’s Love auf. Zu den bekanntesten Filmen, in denen Winton zu sehen war, zählen Sonnenaufgang – Lied von zwei Menschen aus dem Jahr 1927 und Ein Mädel mit Tempo aus dem Jahr 1928. Nach zahlreichen Filmen bis 1929 drehte sie anschließend nur wenige Tonfilme und zog sich schließlich 1936 endgültig vom Film zurück.
In den 1930er-Jahren war Winton als Opernsängerin aktiv und trat sowohl in den USA als auch im Ausland auf. Als Schriftstellerin veröffentlichte sie zwei Romane: Im Jahr 1951 Park Avenue Doctor sowie 1952 Passion is the Gale. Winton, die drei Mal verheiratet war, verstarb 1959 im Hotel Pierre in New York City.

## Filmografie
- 1925: Tomorrow’s Love
- 1925: Die Versuchung der Liebe (His Supreme Moment)
- 1926: The Love Toy
- 1926: Why Girls Go Back Home
- 1926: My Old Dutch
- 1926: Fottloose Widows
- 1926: The Passionate Quest
- 1926: Don Juan – Der große Liebhaber (Don Juan)
- 1926: The Honeymoon Express
- 1926: Millionaires
- 1926: Der Deserteur (Across the Pacific)
- 1926: Meine offizielle Frau (My Official Wife)
- 1927: Upstream
- 1927: Der sprechende Affe (The Monkey Talks)
- 1927: Die blonde Kollegin (The Fair Co-Ed)
- 1927: The Gay Old Bird
- 1927: Perch of the Devil
- 1927: Der Bettelpoet (The Beloved Rogue)
- 1927: Lonesome Ladies
- 1927: The Poor Nut
- 1927: Sonnenaufgang – Lied von zwei Menschen (Sunrise: A Song of Two Humans)
- 1927: The Crystal Cup
- 1928: Die blonde Kollegin (The Fair Co-Ed)
- 1928: Bare Knees
- 1928: Lockruf des Goldes (Burning Daylight)
- 1928: Honeymoon Flats
- 1928: Ein Mädel mit Tempo (The Patsy)
- 1928: Yellow Lily
- 1928: Melody of Love
- 1928: Nothing to Wear
- 1929: Die Weibergeschichten des Captain Lash (Captain Lash)
- 1929: The Bridge of San Luis Rey
- 1929: Zarte Schultern (Scandal)
- 1930: In the Next Room
- 1930: The Furies
- 1930: Show Girl in Hollywood
- 1930: A Notorious Affair
- 1930: Höllenflieger (Hell’s Angels)
- 1932: The Crane Poison Case
- 1934: Hired Wife
- 1935: The Light Fantastic
- 1936: Limelight